# Acacia williamsonii
Acacia williamsonii é uma espécie de leguminosa do gênero Acacia, pertencente à família Fabaceae.